# سي بي سنو
سي. بي. سنو (بالإنجليزية: C. P. Snow)‏ (15 أكتوبر 1905، ليستر في المملكة المتحدة - 1 يوليو 1980، لندن في المملكة المتحدة)؛ فيزيائي، كاتب، سياسي وروائي بريطاني. درس في جامعة لستر.

## روابط خارجية
- سي بي سنو على موقع IMDb (الإنجليزية)
- سي بي سنو على موقع الموسوعة البريطانية (الإنجليزية)
- سي بي سنو على موقع مونزينجر (الألمانية)
- سي بي سنو على موقع قاعدة بيانات برودواي على الإنترنت (الإنجليزية)
- سي بي سنو على موقع قاعدة بيانات برودواي على الإنترنت (الإنجليزية)
- سي بي سنو على موقع إن إن دي بي (الإنجليزية)
- سي بي سنو على موقع قاعدة بيانات الفيلم (الإنجليزية)